# Première Désillusion
Pour plus de détails, voir Fiche technique et Distribution.

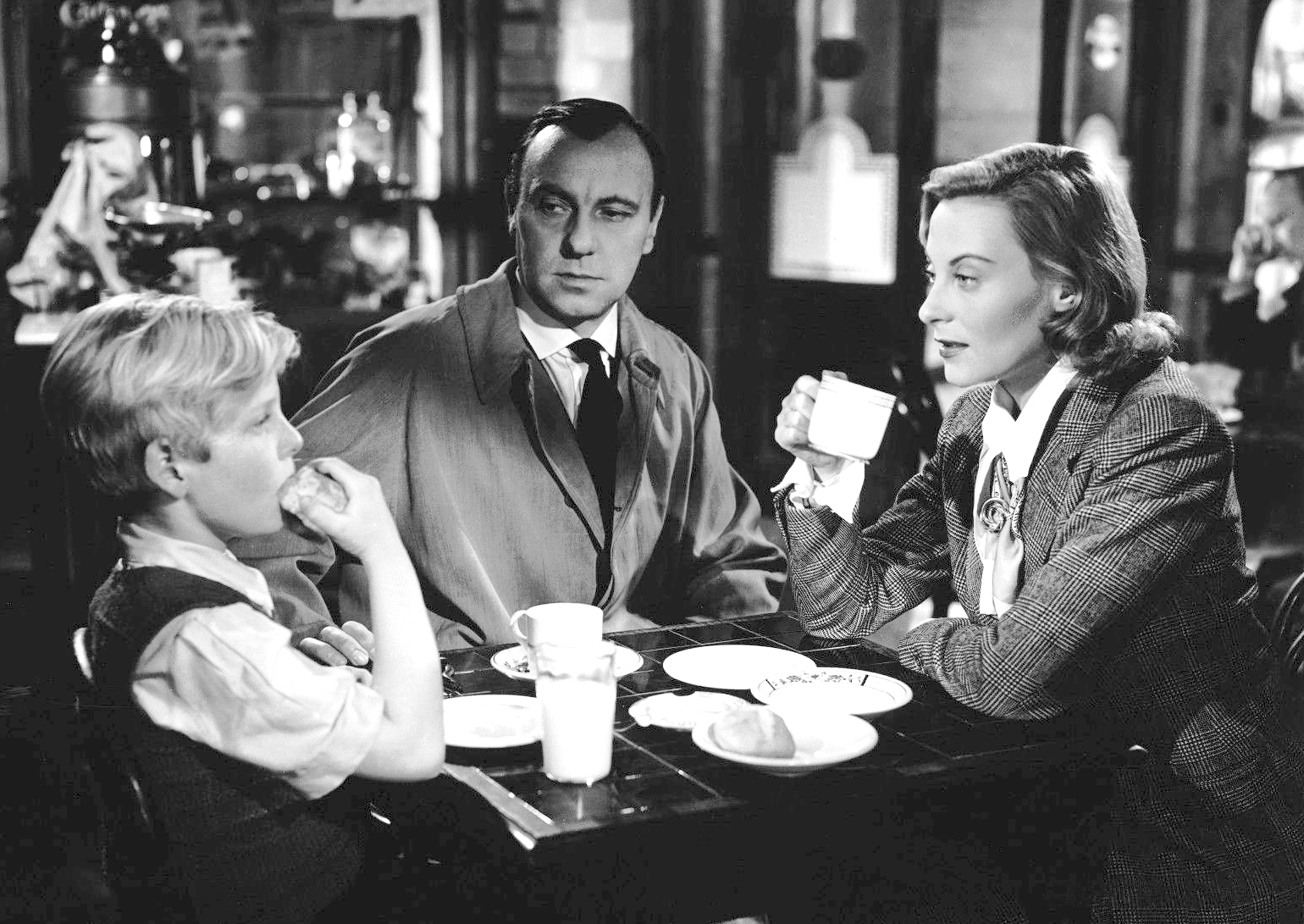
Ralph Richardson et Michèle Morgan

Première Désillusion (titre original : The Fallen Idol) est un film britannique réalisé par Carol Reed, sorti en 1948.
Le film suit Philippe, le jeune fils d'un diplomate, qui est confié à Baines, le majordome. Celui-ci lui raconte pour le distraire de merveilleuses aventures qui lui sont arrivées en Afrique. La femme de Baines, qui pense que ce dernier la trompe avec Julie, meurt accidentellement et Philippe va croire que c'est le majordome qui l'a tuée. 

## Synopsis
Philippe, le jeune fils d'un diplomate vivant à Londres, idolâtre le majordome de son père, Baines, qui s'est inventé un personnage héroïque pour distraire Philippe pendant les absences de son père en lui racontant ses aventures audacieuses en Afrique et ailleurs. Il prétend ainsi avoir tué des hommes à lui tout seul en état de légitime défense et vaincu des lions sauvages. En réalité, M. Baines n'est jamais allé en Afrique et vit un mariage sans amour avec sa femme, qui est également employée comme gouvernante de la famille. Il entretient aussi une liaison adultère avec une jeune secrétaire, Julie. Un jour, alors que le père de Philippe est parti pour plusieurs jours, Philippe suit Baines dans un petit café, où il rencontre Julie pour discuter de leur relation. La secrétaire exhorte Baines à quitter son épouse pour qu'ils puissent être ensemble mais Philippe est imperméable aux détails de leur conversation. Par la suite, Baines ment à Philippe en affirmant que Julie est sa nièce et lui demande de ne pas mentionner l'incident à Mme Baines. Cet après-midi-là, Philippe est réprimandé par Mme Baines pour avoir joué sur le rebord d'une fenêtre sur le palier de l'escalier. Plus tard, elle tente de glaner des informations sur son mari auprès de Philippe, soupçonnant qu'il la trompe.
Le lendemain matin, Baines emmène Philippe en excursion au zoo de Londres et Julie les rejoint et les accompagne à la maison pour le dîner, croyant que tout est sûr en l'absence de Mme Baines. En rentrant chez eux, Philippe trouve un télégramme de Mme Baines, informant son mari qu'elle sera de retour dans deux jours. Les trois dînent alors ensemble et font ensuite une partie de cache-cache dans la maison. Plus tard dans la soirée, Mme Baines revient à l'improviste à la maison et réveille Philippe, qui effrayé crie pour alerter M. Baines. La gouvernante gifle alors le petit garçon dans un accès de colère. Par la suite, le couple se dispute et se batte sur le palier de l'escalier, Mme Baines accusant son mari de la tromper avec Julie, ce dont Philippe est partiellement témoin. M. Baines lui dit de descendre avant qu'il ne perde son sang-froid. Mme Baines, soupçonnant que Philippe les a observés se disputer, monte sur une corniche avec un palier non gardé pour voir si elle peut apercevoir Philippe à travers une fenêtre qui pivote vers l'extérieur. Baines frappe sur la fenêtre qui s'ouvre soudainement vers l'extérieur, heurtant Mme Baines, qui fait une chute mortelle, son corps atterrissant au pied de l'escalier. Philippe n'est pas témoin de la chute et présume que Baines l'a poussée dans l'escalier.
Philippe prend peur et s'enfuit de la maison avant d'être capturé par un policier de quartier qui faisait sa ronde de nuit. Le garçon est ramené chez lui, où Baines raconte la soirée à la police, bien qu'il élimine Julie de sa version des faits afin de la protéger, affirmant plutôt que lui et Philippe ont dîné seuls, bien que la table ait été mise pour trois personnes. Pendant l'interrogatoire, Philippe tente de s'emparer du télégramme envoyé par Mme Baines, qu'il avait plus tôt transformé en avion de papier mais il est confisqué par la police, qui l'utilise comme preuve contre Baines. Julie se rend à la maison le lendemain matin et peu après, l'inspecteur Crowe et le détective Ames arrivent pour interroger Baines. Elle tente de partir mais lorsqu'elle est présentée comme la secrétaire de Baines, la police lui demande de rester pour retranscrire son interrogatoire. Les deux policiers interrogent d'abord Philippe seul et ce dernier nie que Mme Baines l'ait giflé et que Julie se soit jamais rendue chez lui. Julie l'entend dissimuler la vérité mais elle va lui supplier en français d'être honnête. Baines intervient ensuite et raconte à la police ce qui s'est réellement passé la nuit précédente. Les policiers ne croient toujours pas à son histoire et lui suggèrent de faire une déclaration officielle.
Craignant de ne pouvoir prouver son innocence, Baines se rend dans sa chambre au sous-sol pour récupérer son pistolet afin de se suicider mais avant de descendre, il est suivi par Philippe, qui lui demande en larmes si ses nombreuses histoires en Afrique sont vraies. Le majordome lui admet alors qu'il ne s'agissait que de jeux et nie catégoriquement avoir tué sa femme. Simultanément, deux autres enquêteurs remarquent une empreinte de pied dans la terre renversée d'une plante en pot sur le rebord d'une fenêtre, située au-dessus de l'escalier en discernant qu'elle provient d'une chaussure de femme. Crow et Ames reviennent rapidement sur leur accusation contre Baines et Julie se rend au sous-sol et informe Baines que la police ne le soupçonne plus et qu'il ne doit plus commettre l'irréparable. Philippe, qui est maintenant contraint de dire la vérité, supplie de toute ses forces les policiers de l'écouter raconter son histoire en insistant sur le fait qu'il a laissé l'empreinte deux jours auparavant mais l'inspecteur Crowe ne le croit pas. Alors que la police s'en va, Philippe court à l'étage jusqu'à la corniche, où il balaie la terre contenant l'empreinte de chaussures de Mme Baines.
Alors qu'il redescend les escaliers, sa mère, dont il est séparé depuis longtemps, arrive à la porte d'entrée et le film se termine avec Philippe qui la regarde.

## Fiche technique
- Titre : Première Désillusion
- Titre original : Modèle:Lang¦en
- Réalisation : Carol Reed, assisté de Guy Hamilton
- Scénario : Graham Greene, Lesley Storm et William Templeton, d’après la nouvelle de Graham Greene, The Basement Room
- Production : Carol Reed, Philip Brandon, pour London Film Productions
- Photographie : Georges Périnal, assisté de Denys Coop (cadreur)
- Montage : Oswald Hafenrichter
- Musique : William Alwyn
- Décors : Vincent Korda, James Sawyer et John Hawkesworth
- Pays d'origine : Royaume-Uni
- Langue : anglais
- Format : Noir et blanc — 35 mm — 1,37:1 — Son : Mono
- Genre : Comédie dramatique
- Durée : 95 minutes (1 h 35)
- Dates de sortie :
  - 30 septembre 1948  Royaume-Uni
  - 22 juin 1949  France
  - 15 novembre 1949  États-Unis (New York)
  - 23 décembre 1949  Allemagne de l'Ouest

## Distribution
- Ralph Richardson : Baines
- Michèle Morgan : Julie
- Sonia Dresdel : Mme Baines
- Bobby Henrey : Philippe[2]
- Denis O'Dea : l’inspecteur Crowe
- Jack Hawkins : le détective Ames
- Walter Fitzgerald : le docteur Fenton
- Dandy Nichols : M. Patterson
- Joan Young : Mme Barrow
- Karel Stepanek : le premier secrétaire
- Torin Thatcher : un policier
- George Woodbridge : le sergent de police

## Distinctions
Les informations contenue dans cette section peuvent être confirmer par MUBI.

### Récompenses
- 1949 : 
  - BAFTA : meilleur film britannique ;
  - National Board of Review : meilleur acteur, pour Ralph Richardson ;
  - National Board of Review : meilleur scénario, pour Graham Greene ;
  - New York Film Critics Circle : meilleur réalisateur, pour Carol Reed.
- 1950 : Bodil : meilleur film européen (Bedste europæiske film), pour Carol Reed.

### Nominations
- 1948 : Festival de Venise : Lion d'Or pour Carol Reed.
- 1949 : BAFTA : meilleur film ;
- 1950 : 
  - Oscars : prix du meilleur réalisateur pour Carol Reed ;
  - Oscars : prix du meilleur scénario pour Graham Greene ;
  - Golden Globes : prix du meilleur film étranger.